# Heinrich Prinz zu Sayn-Wittgenstein
Heinrich Alexander Ludwig Peter Prinz zu Sayn-Wittgenstein (Copenhague, 14 de agosto de 1916 — Lübars, 21 de janeiro de 1944) foi um piloto alemão da Luftwaffe durante a Segunda Guerra Mundial. Voou 320 missões de combate, contabilizando 150 missões como piloto de bombardeiro. Ao longo de todas estas missões, abateu 84 aeronaves inimigas (todas à noite), o que fez dele um ás da aviação.

## Sumário da carreira

### Condecorações
- Distintivo de Ferido em Preto[3]
- Distintivo de Voo do Fronte da Luftwaffe em Ouro
  - para Pilotos de Bombardeiros[3]
  - para Pilotos de Caça Noturno[3]
- Troféu de Honra da Luftwaffe (15 de setembro de 1941)[4]
- Distintivo de Piloto/Observador[3]
- Cruz de Ferro (1939)
  - 2ª classe (5 de junho de 1940)[5]
  - 1ª classe (26 de junho de 1940)[5]
- Cruz Germânica em Ouro (21 de agosto de 1942) como Oberleutnant no 6./NJG 2[6]
- Cruz de Cavaleiro da Cruz de Ferro (2 de outubro de 1942) como Hauptmann e Staffelkapitän do 9./NJG 2[7][Nota 1]
  - 290ª Folhas de Carvalho (31 de agosto de 1943) como Hauptmann e Gruppenkommandeur do I./NJG 100[9][Nota 2]
  - 44ª Espadas (23 de janeiro de 1944, postumamente) como Major e Geschwaderkommodore do NJG 2[8][10]